# M (film, 2017)
Pour les articles homonymes, voir M.
Ne doit pas être confondu avec M (film, 1951).
Pour plus de détails, voir Fiche technique et Distribution.
M est un film dramatique français réalisé par Sara Forestier sorti le 15 novembre 2017 en France.

## Synopsis
Mo, jeune homme charismatique et rebelle gagnant sa vie dans de mortels combats de courses automobiles dans des hangars, mais qui ne sait ni lire ni écrire, rencontre Lila, une lycéenne douée et bègue qui préfère s'exprimer par l'écrit pour éviter les railleries. Mo essaie par de nombreux subterfuges de cacher son analphabétisme à Lila et la stimule pour la faire parler. Une romance naît de cette histoire d'amour inattendue. Lorsque Soraya, la petite sœur effrontée de Lila découvre son illettrisme, Mo lui arrache une dent pour l'obliger à taire ce secret. Cette dernière improvise alors des cours d’alphabétisation. Lila découvre à son tour son analphabétisme et est repoussée par Mo. Elle peint au rouge à lèvres sur le pare-brise de la course finale la lettre « M » pour lui signifier son amour.

## Fiche technique
- Titre original : M
- Réalisation : Sara Forestier
- Scénario : Sara Forestier
- Directeur de la photographie :
- Montage : Eric Armbruster, Pauline Casalis, Louise Decelle, Isabelle Devinck, Sara Forestier et Joëlle Hache
- Costumes : Catherine Baba
- Musique : Christophe (réutilisation de ses chansons It must be a sign, Lou, Lita, Drone, E justo, Tangerine)
- Décors : Virginie Destiné et Catherine Jarrier-Prieur
- Producteurs : Vincent Mazel et Hugo Sélignac, en coproduction avec Denis Freyd
- Production : Chi-Fou-Mi Productions, Archipel 35, France 3 Cinéma, Canal+, Ciné+ et France Télévisions
- Distribution : Ad Vitam
- Pays d’origine :  France
- Format : couleur
- Genre : drame
- Durée : 98 minutes
- Dates de sortie :
  - France : 15 novembre 2017

## Distribution
- Sara Forestier : Lila
- Redouanne Harjane : Mo
- Jean-Pierre Léaud : le père de Lila
- Nicolas Vaude : Monsieur Tabaz, le prof de français
- Liv Andren : Soraya, la petite sœur de Lila
- Maryne Cayon : Zoé, la copine de Lila
- Alain Paute : lui-même, président du Self-help Paris Bégaiement
- Isabelle Caillat : la maîtresse de Soraya
- Guillaume Verdier : Franck
- Sébastien Rocca : Luis
- Rania : Nasima
- Michel Charrel : patron du restaurant du père de Lila
- Mathilde Roehrich : jeune fille bègue
- Maud Thibault : serveuse le Central
- Djouhra Lacroix : mère de Mo

## Production
Fruit d'une préparation de deux ans, c'est le premier long-métrage en tant que réalisatrice de l'actrice,. Il a été présenté dans la section parallèle « Giornate degli autori » lors de la Mostra de Venise 2017.
Pour la bande originale du film, Sara Forestier a fait appel au chanteur Christophe. Ils avaient déjà travaillé ensemble l'année précédente, en 2016 pour le tournage du clip de la chanson Dangereuse, où l'actrice était filmée dans une séance onirique de shibari.
Malgré un budget supérieur à 5 millions d'euros, le film, qui n'a attiré que 70 000 spectateurs dans les salles, est un échec commercial. 